# The Beatles Bootleg Recordings 1963
Albums de The Beatles
Tomorrow Never Knows
(2012) Get Back: The Rooftop Performance
(2022)
The Beatles Bootleg Recordings 1963 est une compilation de chansons des Beatles disponible en téléchargement exclusivement sur iTunes  et conçue pour reporter de vingt ans le passage de ces enregistrements dans le domaine public telles que stipulées par les lois européennes sur les droits d'auteurs.

## Historique
Mise en ligne le 17 décembre 2013, cette publication contient 15 enregistrements studio et 42 versions alternatives de chanson enregistrées en direct des studios de la BBC déjà publiées sur les compilations Live at the BBC et On Air. On retrouve aussi deux démos par John Lennon de chansons inédites, Bad to Me et I'm in Love , qui furent enregistrées par Billy J. Kramer & the Dakotas mais qui ne publieront que la première le 26 juillet 1963. La seconde sera finalement enregistrée par The Fourmost et sortie le 15 novembre 1963.

## Liste des chansons
Tous les titres sont écrits par John Lennon et Paul McCartney sauf indication contraire. Les dates indiquées sont celles des mises en onde et non de l'enregistrement.
| No  | Titre                        | Auteur                                                | Notes                            | Durée |
| --- | ---------------------------- | ----------------------------------------------------- | -------------------------------- | ----- |
| 1.  | There's a Place              |                                                       | Prises 5 & 6                     | 2:19  |
| 2.  | There's a Place              |                                                       | Prise 8                          | 1:58  |
| 3.  | There's a Place              |                                                       | Prise 9                          | 2:04  |
| 4.  | Do You Want to Know a Secret |                                                       | Prise 7                          | 2:17  |
| 5.  | A Taste of Honey             | Bobby Scott et Ric Marlow                             | Prise 6                          | 2:12  |
| 6.  | I Saw Her Standing There     |                                                       | Prise 2                          | 3:07  |
| 7.  | Misery                       |                                                       | Prise 1                          | 1:54  |
| 8.  | Misery                       |                                                       | Prise 7                          | 1:56  |
| 9.  | From Me to You               |                                                       | Prises 1 et 2                    | 3:24  |
| 10. | From Me to You               |                                                       | Prise 5                          | 2:17  |
| 11. | Thank You Girl               |                                                       | Prise 1                          | 2:09  |
| 12. | Thank You Girl               |                                                       | Prise 5                          | 2:04  |
| 13. | One After 909                |                                                       | Prises 1 et 2                    | 4:29  |
| 14. | Hold Me Tight                |                                                       | Prise 21                         | 2:42  |
| 15. | Money (That's What I Want)   | Berry Gordy et Janie Bradford (en)                    | Rm 7 sans rajouts                | 2:48  |
| 16. | Some Other Guy               | Jerry Leiber, Mike Stoller et Richie Barrett (en)     | Saturday Club (en), 26 janvier   | 2:02  |
| 17. | Love Me Do                   |                                                       | Saturday Club, 26 janvier        | 2:31  |
| 18. | Too Much Monkey Business     | Chuck Berry                                           | Pop Go The Beatles, 11 juin      | 2:50  |
| 19. | I Saw Her Standing There     |                                                       | Saturday Club, 16 mars           | 2:38  |
| 20. | Do You Want to Know a Secret |                                                       | Saturday Club, 25 mai            | 1:50  |
| 21. | From Me to You               |                                                       | Saturday Club, 25 mai            | 2:54  |
| 22. | I Got to Find My Baby        | Berry                                                 | Saturday Club, 29 juin           | 1:59  |
| 23. | Roll Over Beethoven          | Berry                                                 | Easy Beat (en), 23 juin          | 2:29  |
| 24. | A Taste of Honey             | Scott, Marlow                                         | Easy Beat, 23 juin               | 2:01  |
| 25. | Love Me Do                   |                                                       | Easy Beat, 20 octobre            | 2:29  |
| 26. | Please Please Me             |                                                       | Easy Beat, 20 octobre            | 2:08  |
| 27. | She Loves You                |                                                       | Easy Beat, 20 octobre            | 2:19  |
| 28. | I Want To Hold Your Hand     |                                                       | Saturday Club, 21 décembre       | 2:19  |
| 29. | Till There Was You           | Meredith Willson                                      | Saturday Club, 21 décembre       | 2:16  |
| 30. | Roll Over Beethoven          | Berry                                                 | Saturday Club, 21 décembre       | 2:16  |
| 31. | You Really Got a Hold on Me  | Smokey Robinson                                       | Pop Go The Beatles, 4 juin       | 2:54  |
| 32. | The Hippy Hippy Shake        | Chan Romero                                           | Pop Go The Beatles, 4 juin       | 1:43  |
| 33. | Till There Was You           | Meredith Willson                                      | Pop Go The Beatles, 11 juin      | 2:14  |
| 34. | A Shot of Rhythm and Blues   | Terry Thompson                                        | Pop Go The Beatles, 18 juin      | 2:06  |
| 35. | A Taste of Honey             | Scott, Marlow                                         | Pop Go The Beatles, 18 juin      | 1:56  |
| 36. | Money (That's What I Want)   | Bradford, Gordy                                       | Pop Go The Beatles, 18 juin      | 2:41  |
| 37. | Anna (Go to Him)             | Arthur Alexander                                      | Pop Go The Beatles, 25 juin      | 3:02  |
| 38. | Love Me Do                   |                                                       | Pop Go The Beatles, 10 septembre | 2:29  |
| 39. | She Loves You                |                                                       | Pop Go The Beatles, 24 septembre | 2:16  |
| 40. | I'll Get You                 |                                                       | Pop Go The Beatles, 10 septembre | 2:05  |
| 41. | A Taste of Honey             | Scott, Marlow                                         | Pop Go The Beatles, 10 septembre | 2:00  |
| 42. | Boys                         | Luther Dixon, Wes Farrell (en)                        | Pop Go The Beatles, 17 septembre | 2:12  |
| 43. | Chains                       | Gerry Goffin / Carole King                            | Pop Go The Beatles, 17 septembre | 2:22  |
| 44. | You Really Got a Hold on Me  | Smokey Robinson                                       | Pop Go The Beatles, 17 septembre | 2:57  |
| 45. | I Saw Her Standing There     |                                                       | Pop Go The Beatles, 24 septembre | 2:41  |
| 46. | She Loves You                |                                                       | Pop Go The Beatles, 10 septembre | 2:15  |
| 47. | Twist and Shout              | Phil Medleyet Bert Berns                              | Pop Go The Beatles, 24 septembre | 2:36  |
| 48. | Do You Want to Know a Secret |                                                       | Here We Go, 12 mars              | 2:55  |
| 49. | Please Please Me             |                                                       | Here We Go, 12 mars              | 2:57  |
| 50. | Long Tall Sally              | Enotris Johnson, Robert Blackwell et Richard Penniman | Side by Side, 13 mai             | 1:49  |
| 51. | Chains                       | Goffin, King                                          | Side by Side, 13 mai             | 2:23  |
| 52. | Boys                         | Dixon, Farrell                                        | Side by Side, 13 mai             | 1:53  |
| 53. | A Taste of Honey             | Scott, Marlow                                         | Side by Side, 13 mai             | 2:04  |
| 54. | Roll Over Beethoven          | Berry                                                 | From Us to You, 26 décembre      | 2:17  |
| 55. | All My Loving                |                                                       | From Us to You, 26 décembre      | 2:06  |
| 56. | She Loves You                |                                                       | From Us to You, 26 décembre      | 2:21  |
| 57. | Till There Was You           |                                                       | From Us to You, 26 décembre      | 2:12  |
| 58. | Bad to Me (en)               |                                                       | Démo                             | 1:29  |
| 59. | I'm in Love (en)             |                                                       | Démo                             | 1:32  |